# Landschaftsschutzgebiet Maiboltetal

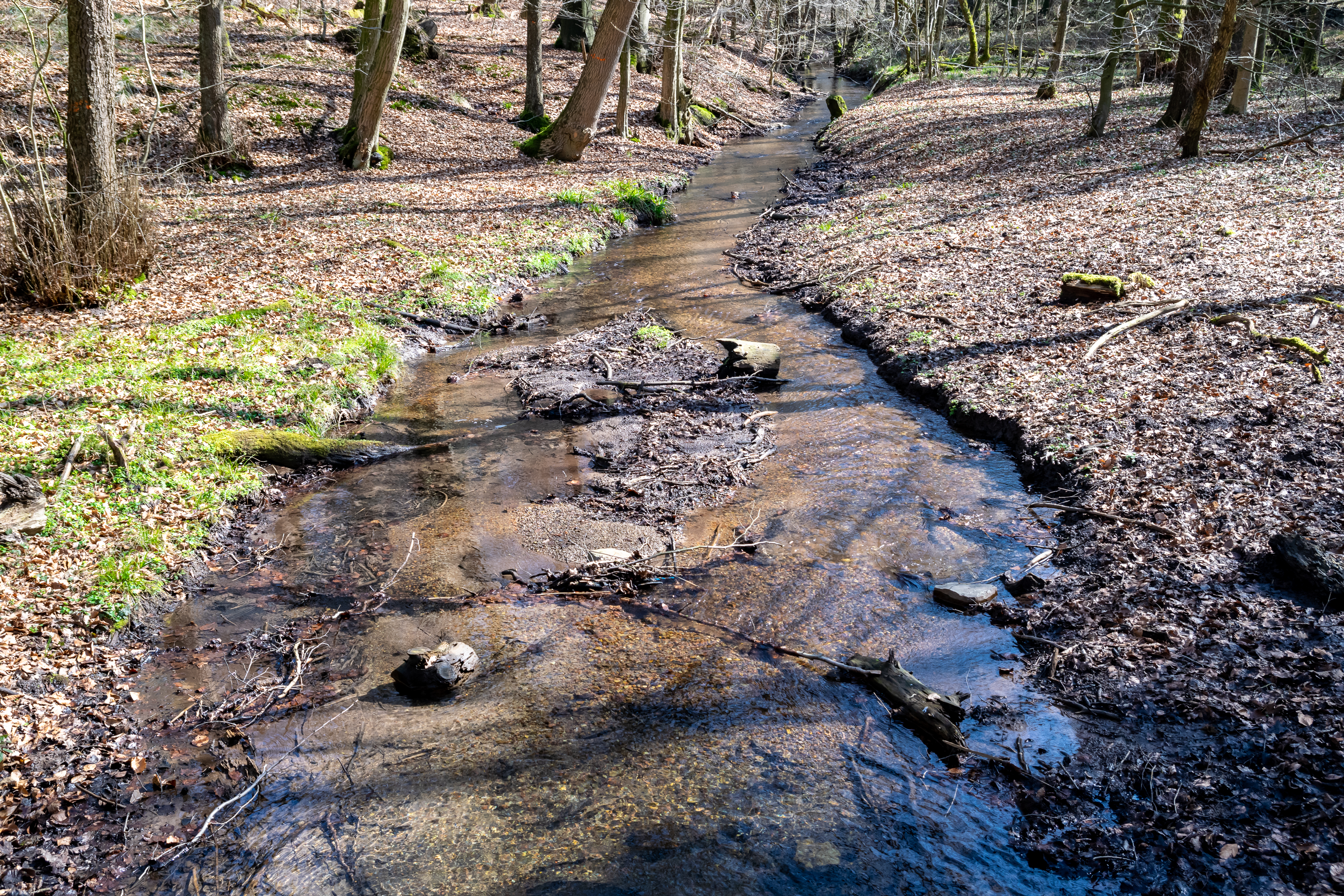
Die Maibolte im Landschaftsschutzgebiet Maiboltetal

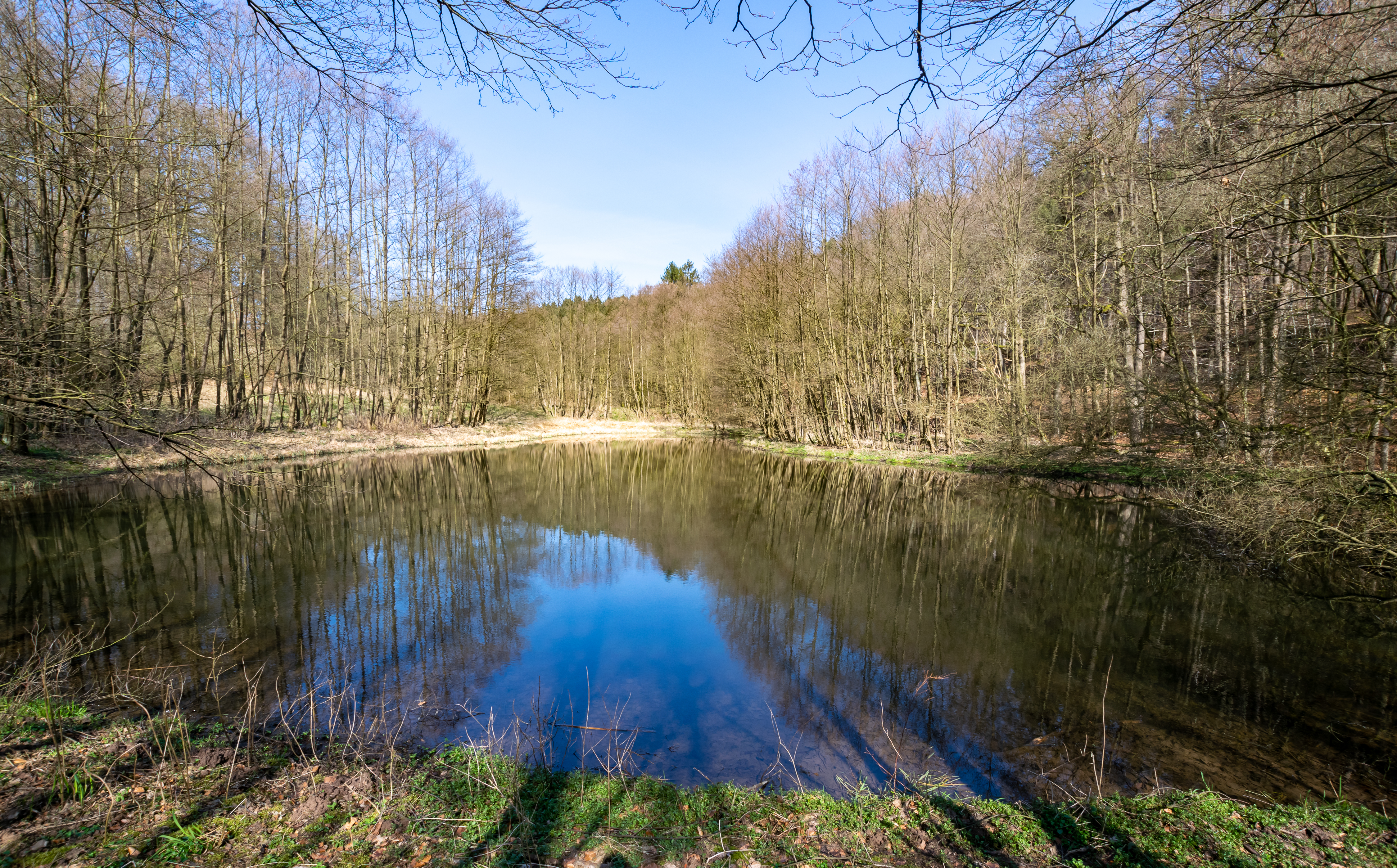
Teich an der Maibolte

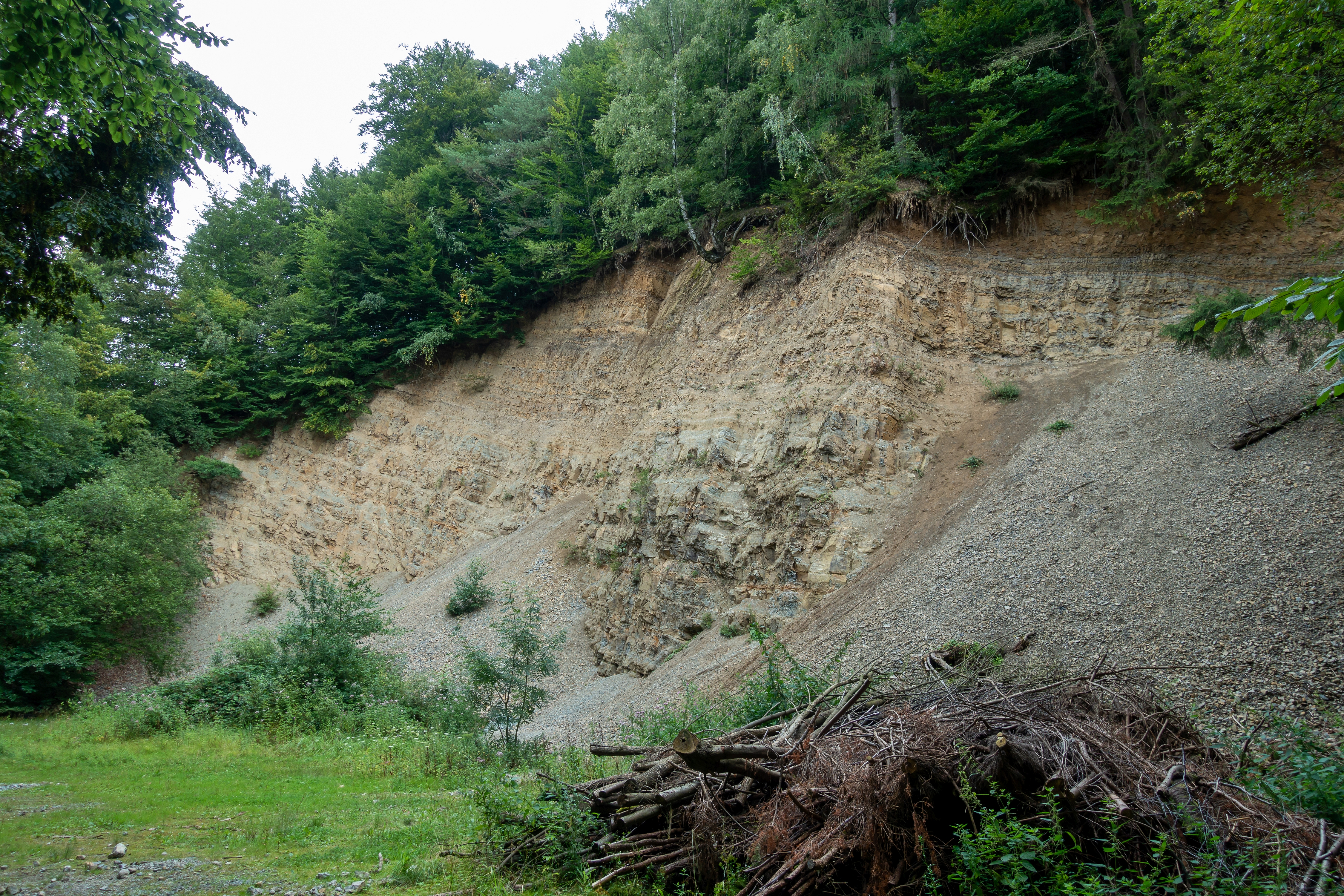
Aufgelassener Steinbruch am Piepenkopf

Das Landschaftsschutzgebiet Maiboltetal mit 24,2 ha Flächengröße liegt nordwestlich von Dörentrup. Es wurde 2006 mit dem Landschaftsplan Oberes Begatal durch den Kreistag des Kreises Lippe als Landschaftsschutzgebiet (LSG) ausgewiesen.

## Beschreibung
Das LSG grenzt direkt an die Bebauung von Neuenkamp. Das LSG umfasst zwei überwiegend naturnah und teilweise innerhalb des Waldes verlaufende Bäche. Bei den Bächen handelt es sich um die Maibolte und den Rotenbach mit seinem Quellsystem. Die Maibolte verläuft im Oberlauf zunächst in einem tief eingeschnitten und engen Kerbtal. Die Bachböschungen sind hier im Wald 3 bis 5 m hoch. Wegen des Schattenwurfs der Bäume ist der Bereich größtenteils ohne Krautwuchs, nur vereinzelt finden sich Fragmente des Bach-Erlen-Eschenwaldes. Auf den Hangkanten des etwa 20 m tiefen Taleinschnittes stocken überwiegend Eichen-Buchenwälder. Die Krautschicht ist aufgrund des Schattenwurfs nur lückig ausgebildet. Die Ufer sind in diesem Abschnitt sogar meist vegetationslos. Ganz im Norden des LSG befindet sich ein kleiner aufgelassener Steinbruch mit einer über 20 m hohen, nahezu senkrechten und nach Westen exponierten Felswand, die ebenso wie die Geröllhalden an ihrem Fuß kaum bewachsen ist. Im Unterlauf des Baches wird die Talsohle breiter. Die Maibolte ist hier kaum noch eingetieft. Der Bach mäandriert stärker und weist Steilufer und Kiesbänke auf. Die Maibolte wird von einem schmalen Erlenwald begleitet. Der teilweise vernässte Talgrund ist teilweise auch mit einem Fichten-Erlen-Mischwald bestockt. Im Bereich einer ruderalisierten Grünlandbrache wurden mehrere Teiche angelegt. An den Teichen steht ein Igelkolben-Röhricht und Schlank-Seggen-Bestände.

## Schutzzwecke für das LSG
Laut Landschaftsplan erfolgte die Ausweisung des LSG
- „zur Erhaltung und Wiederherstellung der Leistungsfähigkeit des Naturhaushaltes in ökologisch besonders wertvoll strukturierten Bereichen mit Wasser-, Klima- und Biotopschutzfunktionen,“
- „zur Erhaltung und Wiederherstellung von Quellbereichen und naturnahen Fließgewässern, Wald- und Grünlandbereichen unterschiedlicher Feuchtestufen, Feldgehölzen, Hecken und Obstwiesen,“
- „zur Erhaltung morphologisch ausgeprägter Bereiche zur Sicherung der landschaftlichen Eigenart und Vielfalt für die Erholung, “
- „zur Erhaltung wertvoller Biotopkomplexe aus Wald-Grünlandbereichen, Fließgewässern und Quellen sowie Biotopen nach § 62 LG mit wichtigen Refugial-, Puffer-, Trittstein- und Vernetzungsfunktionen,“
- „zur Erhaltung und Wiederherstellung wichtiger Rückzugsräume für die bedrohte Tier- und Pflanzenwelt,“
- „zur Sicherung von kulturhistorisch bedeutsamen Landschaften, z. B. Terrassenkulturlandschaften,“
- „zur Sicherung der das Orts- und Landschaftsbild gliedernden und belebenden und die dörflichen Siedlungsstrukturen prägenden Freiraumelemente.“[1]

## Rechtliche Vorschriften
Im Landschaftsschutzgebiet ist unter anderem das Errichten von Bauten und das Anlegen von Fischteichen verboten.